# Лобаєв Борис Микитович
Борис Микитович Лобаєв (нар. 24 липня 1900, с. Уланове Глухівського повіту Чернігівської губернії (з 2020 року — Есманської селищної громади Шосткинського району Сумської області) — пом. 29 грудня 1976, Київ, Українська РСР, СРСР) — радянський, український фахівець у галузі будівництва, доктор технічних наук (1948), професор (1949).

## Життєпис
Борис Лобаєв народився 1900 року в селі Уланове Глухівського повіту Чернігівської губернії (з 2020 року — Есманської селищної громади на Сумщині). З 9-річного віку працював з батьками на землі. В 1922 році вступив до Шосткинського хіміко-технологічного інституту. Потім продовжив навчання у тодішній столиці республіки. У 1928 році закінчив Харківський хіміко-технологічний інститут та одержав кваліфікацію інженера та механіка-теплотехніка й розпочав трудову діяльність. Під час непу він працював у організаціях «Тепло і сило», «Промвентиляція» та проектному інституті «Південшахтпроєкт». Пізніше вступив на заочне навчання до Харківського механіко-машинобудівного інституту, який закінчив екстерном у 1932 році. Нині обидва заклади вищої освіти входять до складу Національного технічного університету «Харківський політехнічний інститут».
Ще під час навчання, в 1931 році Борис Лобаєв почав свою трудову наукову діяльність у Харківському інженерно-будівельному інституті (нині — Харківський національний університет будівництва й архітектури), де працював до початку німецько-радянської війни. У 1941 році захистив кандидатську дисертацію. Під час евакуації, з 1941 по 1944 рік працював у м. Новосибірську (РФ) у Харківському відділенні Державного всесоюзного спеціального проєктного інституту № 4 та на заводах Наркомату боєприпасів. Після повернення до України в 1944 році знову працював у Харківському інженерно-будівельному інституті на посадах завідувача кафедри опалення та вентиляції, а також декана санітарно-технічного факультету. В 1948—1949 роках очолював Харківський інженерно-будівельний інститут. У 1949 році переїхав до Києва та обійняв посаду заступника директора з наукової частини та завідувача кафедри теплопостачання та вентиляції Київського інженерно-будівельного інституту (нині — Київський національний університет будівництва і архітектури). Борис Лобаєв став співзасновником та в 1956—1962 роках обіймав посаду директором НДІ санітарної техніки та обладнання будинків і споруд. Одночасно, до 1976 року продовжував працювати завідувачем кафедри теплопостачання та вентиляції Київського інженерно-будівельного інституту. У 1950 році був обраний дійсним членом Академії будівництва та архітектури Української РСР. Помер 29 грудня 1976 року в Києві на 77-му році життя.

## Наукова діяльність
Борис Лобаєв — засновник наукової школи теплогазопостачання і вентиляції в Україні. Проводив розрахунки трубопроводів систем опалення та повітропроводів систем вентиляції і пневмотранспорту. Вивів нові формули для визначення коефіцієнта опору тертя в турбулентному потоці.
Основні праці
Автор понад 100 наукових праць, серед них — 5 монографій, зокрема:
- Отопление жилых и общественных зданий перегретой водой и паром. Київ, 1955;
- Расчет трубопроводов систем водяного и парового отопления. Київ, 1956;
- Расчет воздухопроводов вентиляционных, компрессорных и пневмотранспортных установок. Київ, 1959;
- Расчет отопления. Київ, 1966.

## Нагороди
- орден Леніна,
- орден «Знак Пошани»,
- медалі.